# فرزند خواندگی مرگبار
فرزند خواندگی مرگبار (به انگلیسی: A Deadly Adoption) یا پذیرش مرگبار فیلمی تلویزیونی محصول سال ۲۰۱۵ و به کارگردانی ریچل لی گولدنبرگ است. در این فیلم بازیگرانی همچون ویل فرل، کریستن ویگ، جسیکا لاندس، جیک ویری، اریک پالادینو، کارولین هنسی، کلیتا اسمیت و بروک لیونز ایفای نقش کرده‌اند.